# ꬼ
Cette page contient des caractères spéciaux ou non latins. S’ils s’affichent mal (▯, ?, etc.), consultez la page d’aide Unicode.
ꬼ (uniquement en minuscule), appelé eng queue croisée, est une lettre additionnelle de l’alphabet latin qui est utilisée dans plusieurs transcriptions phonétiques, notamment en dialectologie allemande, en dialectologie norvégienne dans la transcription Norvegia et en dialectologie suédoise dans l’alphabet dialectal suédois. Dans ces systèmes, il est distinct du eng ‹ ŋ ›.

## Utilisation
Johan Storm (en) utilise un eng bouclé dans la transcription phonétique de Englische Philologie publié en 1892 ainsi que dans la transcription Norvegia pour représenter une consonne nasale vélaire voisée palatalisée [ŋʲ].

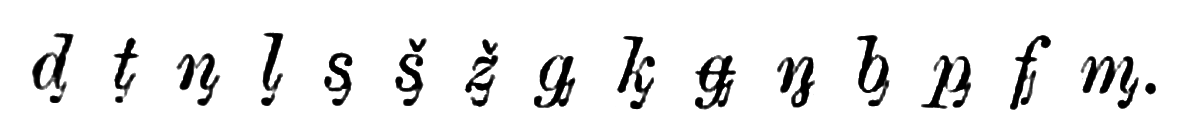
Consonnes paltalisées dans Storm 1892.

Otto Bremer utilise l’eng queue croisée dans la sa transcription phonétique présentée en 1893, mais le remplace par l’eng breve inversé suscrit ‹ ŋ̑ › dans la version de 1898 de sa transcription.

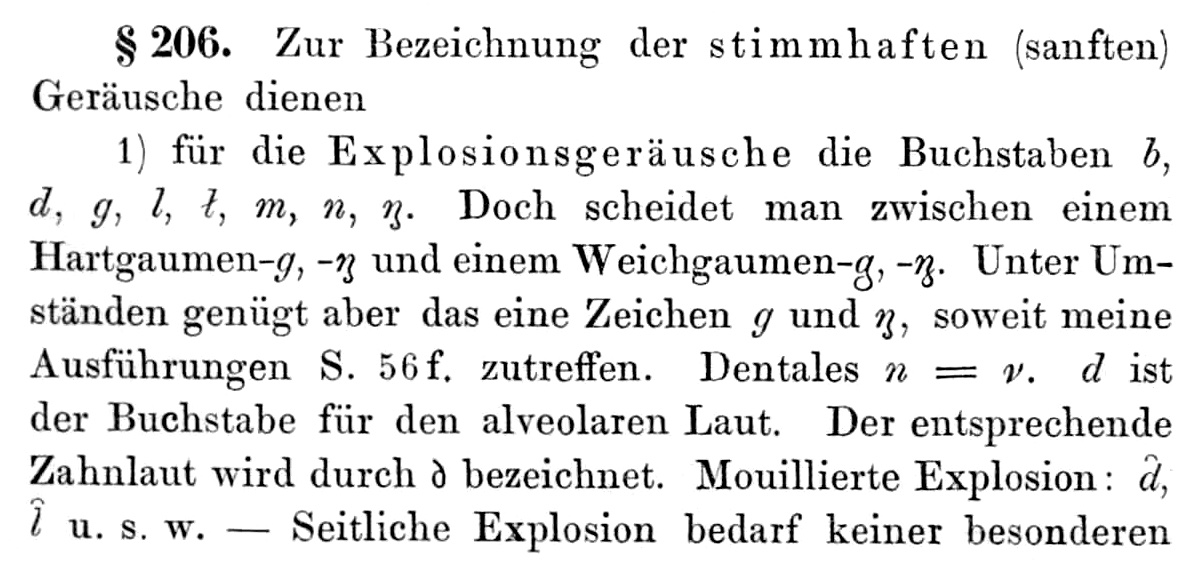
Texte de Otto Bremer, Deutsche Phonetik, 1893, présentant l’eng queue croisée.

## Représentations informatiques
Le eng queue croisée peut être représenté avec les caractères Unicode (Latin étendu E) suivants :
| formes    | représentations | chaînes de caractères | points de code | descriptions                              |
| --------- | --------------- | --------------------- | -------------- | ----------------------------------------- |
| minuscule | ꬼ               | ꬼ                     | U+AB3C         | lettre minuscule latine eng queue croisée |